# Гульєльмо Токко
Гульєльмо Токко (італ. Guglielmo di Tocco, помер 22 вересня 1335, Неаполь) — губернатор острова Корфу в 1330-х роках, і засновник династії Токко.

## Історія
Гульєльмо був сином П'єтро Токко, нотаріуса в місті Мельфі у Неаполітанському королівстві за часів короля Карла I Анжуйського. У 1330/1331 роках онук Карла I, Філіп I Тарентський призначив Гульєльмо губернатором острова Корфу.

## Родина
Токко був двічі одружений. Його першою дружиною стала Джованна Тореллі, і в цьому шлюбі народився Пьотро Токко, сенешаль Роберта Тарентського.
Вдруге Гульельмо одружився з Маргаритою Орсіні, дочкою пфальцграфа Кефалінії та Закінфом Іоанна I Орсіні. На цей раз з'явилося четверо дітей:
- Леонардо I Токко (помер у 1375 або 1377) — граф Кефалонії і Закінфа в 1357 році, а його нащадки приєднали до родових володінь Іонічні острови і Епірське царство[2]
- Ніколетто Токко (помер у 1347 або 1354) — чернець[1].
- Лісуло або Людовіко Токко (помер у 1360 році) — сенешаль Роберта Тарентського у 1354 році[1]
- Маргарита Токко — стала монахинею[1]